# Carl Heinrich Becker
Carl Heinrich Becker (Amsterdam, 12 aprile 1876 – Berlino, 10 febbraio 1933) è stato un orientalista, islamista e politico tedesco, storico dell'Islam classico.
Fu anche ministro della Cultura e dell'Istruzione prussiano.

## Biografia
Figlio di un banchiere, Becker frequentò l'università a Losanna, Heidelberg e Berlino. Viaggiò in Spagna, Sudan, Grecia e Turchia prima di conseguire la laurea nel 1899.  Divenne Professore nel 1906.
Nel 1902, Becker era diventato privatdozent (libero docente) di "Filologia Semitica" nella rinomata Università di Heidelberg e, dopo aver conseguito l'abilitazione alla docenza pubblica, fu nominato nel 1908 Professore cattedratico di "Storia e Cultura dell'Oriente" nel Kolonialinstitut e Direttore del Seminario per la Storia e la Cultura dell'Oriente ad Amburgo.  Nel 1910 divenne Direttore della prestigiosa rivista scientifica Der Islam, che tuttora si occupa della storia e della cultura dell'Oriente islamico.  Nel 1913 si trasferì a Bonn, dove fu Professore di "Filologia Orientale". Si occupò con grande acume di problemi metodologici e storiografici, contribuendo alla formulazione teoretica del cosiddetto comparativismo storico. Fu un convinto oppositore della Kulturkreistheorie (teoria dei circoli culturali) di Ernst Troeltsch.
Durante la prima guerra mondiale, Becker cominciò a lavorare per il ministero della Cultura prussiano e dopo il conflitto fu promosso al rango di ministro, diventando in seguito ministro dell'Istruzione popolare scientifica e artistica.
Fra le sue numerose pubblicazioni figurano vari capitoli della The Cambridge Medieval History (Cambridge, 1911), e vari lemmi della prima edizione della Encyclopaedia of Islam (Leida, 1913-1936), la massima espressione del sapere islamistico mondiale.
Morì a Berlino nel 1933.

## Lavori
- Le Manāqib di Ibn al-Jawzī su ‘Omar ibn ‘Abd al-‘Aziz (Tesi di laurea, 1899)
- Beiträge zur Geschichte Ägyptens unter dem Islam (2 vols., 1902-1903)
- Papyri Schott-Reinhardt: Veröffentlichungen aus der Heidelberger Papyrus‐Sammlung, Vol. 1 (1906)
- Der Kanzel im Kultus des alten Islam (1906)
- Christentum und Islam (1907)
- L'Islam et la Colonisation de l'Afrique (1910)
- Gedanken zur Hochschulreform (1919)
- Kulturpolitische Aufgaben des Reichs (1919)
- Kant und die Bildungskrise der Gegenwart (1924)
- Islamstudien: Vom Werden und Wesen der islamischen Welt (2 vols., 1924-1932)
- Vom Wesen der deutschen Universität (1925)
- Die preußische Kunstpolitik und der Fall Schilling (1925)
- Die Pädagogische Akademie im Aufbau unseres nationalen Bildungswesens (1926)
- Zu Beethovens 100. Todestag (1927)

Alcuni dei lavori di C.H. Becker sono inclusi nel libro Quest for the Historical Muhammad edito da Ibn Warraq.